# Campoplex conocola
Campoplex conocola là một loài tò vò trong họ Ichneumonidae.